# Żuawi śmierci

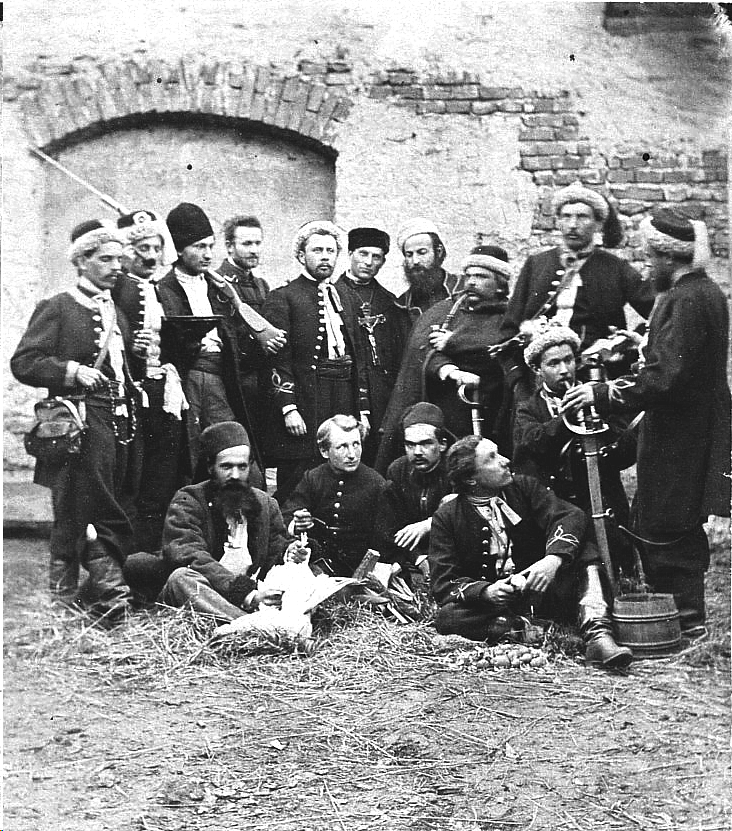
Żuawi śmierci w 1863 roku. Od lewej Franciszek Rochebrun, Borgio, Piekrzewski, Gieżyński, Postalski, ks. Kacper Grzywaczewski, Łasienicki, Raszewski, chorąży Ludomir Cywiński, Emil Ferdynand Czaderski; siedzą: lekarz Kulczycki, nierozpoznani.

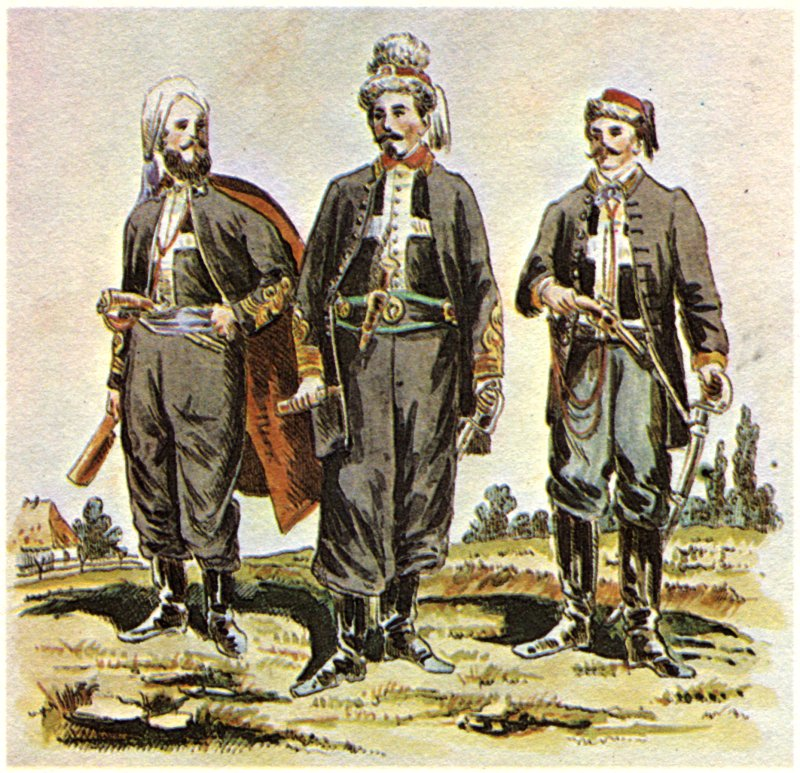
Żuawi śmierci – stoją od lewej: hr. Wojciech Komorowski, płk Franciszek Rochebrune, por. Tenente Bella
Rysunek K. Sariusz Wolski na podstawie fotografii.

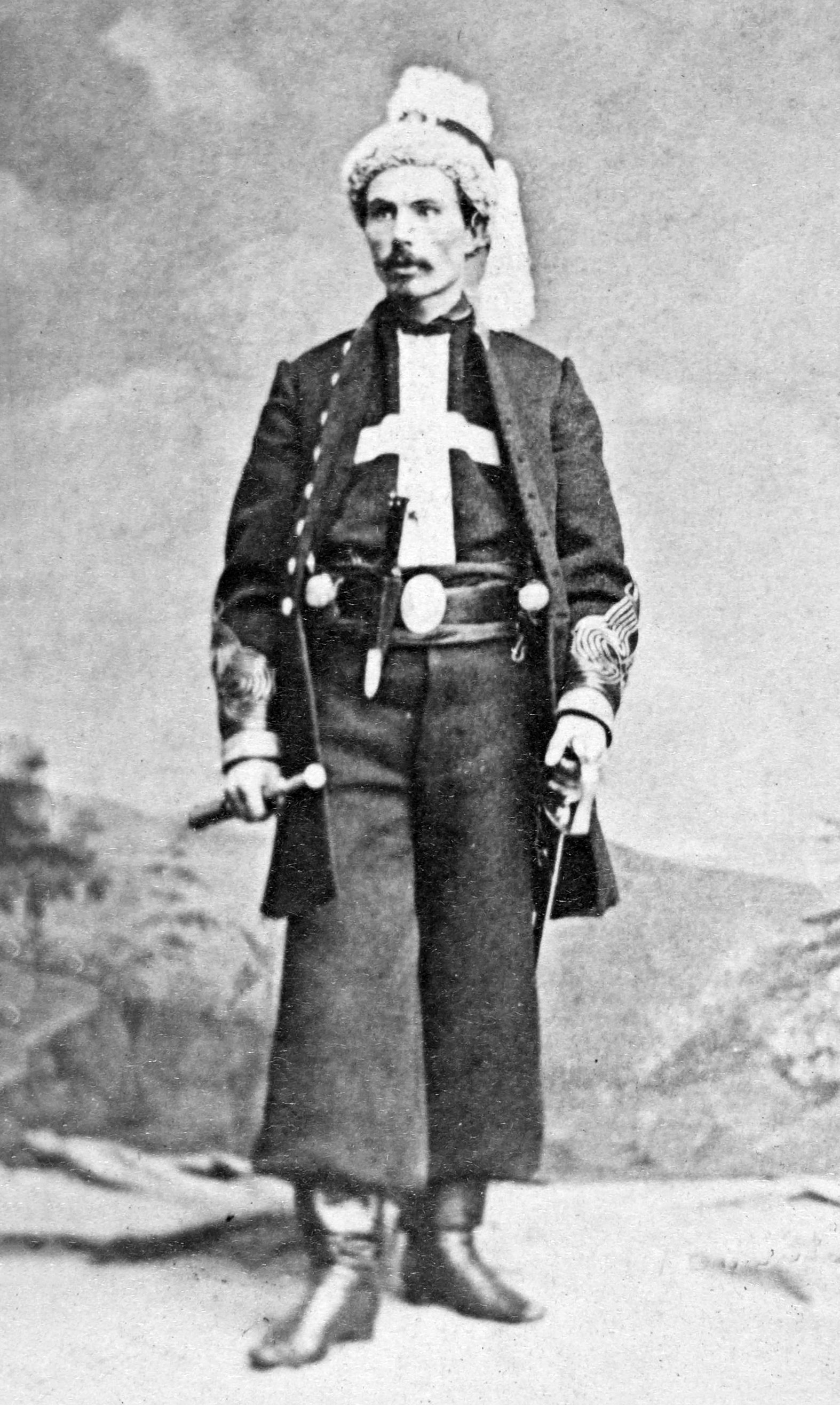
François de Rochebrune w stroju żuawa śmierci

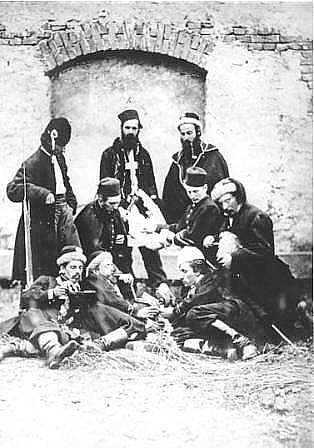
Zdjęcie Walerego Rzewuskiego przedstawiające żuawów śmierci podczas ich pobytu w Świętym Krzyżu w 1863 roku

Żuawi śmierci – polski oddział wojskowy powstania styczniowego sformowany w lutym 1863 z ochotników w Ojcowie przez oficera francuskiego Franciszka Rochebrune’a na wzór żuawów francuskich.

## Znaczenie nazwy
Nazwa „żuaw” pochodzi od arab. zuāwa – nazwy szczepu Kabylów. Nazwa żuawi śmierci wynikała ze składanej przysięgi, że nigdy się nie cofną ani nie poddadzą. Mogli tylko zwyciężyć albo zginąć. Pod twardą ręką Rochebrune’a, żuawi stali się jedną z doborowych formacji powstania, w której szczególnie widoczny był esprit de corps – „duch oddziału”, wyrażający się m.in. w odmiennym jednolitym umundurowaniu, dyscyplinie i ceremoniałach przyjęcia do żuawów.

## Umundurowanie, broń, organizacja

### Umundurowanie
Nosili koszule z surowego jedwabiu, na którą nakładano płócienną bieliznę jako podkładkę pod ubiór z łosiowej skóry. Na ten płócienny pokrowiec zakładano właściwy mundur tego oddziału: czarną sukienną kamizelkę z naszywanym dużym białym krzyżem, surdut z czarnego sukna bez kołnierza, sięgające do kostek czarne sukienne bufiaste spodnie, wysokie buty z cholewami, szalik czarno-biały na szyi i obszyty białym barankiem czerwony fez z czarnym kutasikiem (ozdobny pęk z frędzli). Oficerowie nosili krótsze od surdutów czarne sukienne kurtki bez kołnierza zw. żuawkami, a ich fezy były obszyte siwym barankiem i ozdobione polską kokardą z orłem. Oznaki stopni oficerskich noszono na rękawach w postaci wyszywanych skomplikowanych wzorów złotych, u podoficerów z żółtej tasiemki (należało to do ówcześnie panującej mody wojskowej).
W celu ochrony tego kosztownego ubioru żołnierze zakupili sobie guńki (ciepłe męskie odzienie wierzchnie noszone przez bogatych pasterzy) z brązowego sukna.
Znany jest jeszcze jeden, późniejszy wzór umundurowania. Mundur ten składał się z niebieskiej katanki i czerwonych spodni. Żuawi umundurowani w ten sposób brali udział w wyprawie płk. Józefa Miniewskiego i walczyli w bitwach w Podlesiu i pod Krzykawką.

### Ekwipunek
Ekwipunek żuawa śmierci stanowił tornister, pas z ładownicami, sztylet, manierka, karabin kapiszonowy z bagnetem (dł. 40–60 cm) i czasem rewolwer kapiszonowy. 

### Skład sztabu
- Franciszek Maksymilian Rochebrune (pułkownik)
- Franciszek Kuttek (lekarz)
- hr. Emanuel Moszyński (podporucznik sztabu, adiutant Rochebrune’a)
- Jan Serafin Tomkowicz (podporucznik-chorąży, adiutant Rochebrune’a)
- Cesar Manara (podporucznik-chorąży)
- Karol Moszyński (kapral saperów)
- dr Bronisław Garwoliński (drugi lekarz, pomocnik major-lekarz)

Ochotnicy do oddziału musieli być zaakceptowani przez dowódcę, który osobiście interesował się swoimi podwładnymi. W zamian, mimo egzekwowania surowej dyscypliny, z karą śmierci za niesubordynację włącznie, żołnierze darzyli Rochebrune’a wielkim szacunkiem i oddaniem.

### Znak oddziału
Była to czarna chorągiew z aplikowanym białym krzyżem, z narodowymi (biało-czerwonymi) szarfami na których widniał napis: „W imię Boże – r. 1863”. Poczet sztandarowy tworzyli: szeregowy Wierzbicki, chorąży Cywiński oraz kapitan Czaderski.
Sztandar oddziału został ofiarowany przez hr. Muszyńską, posiadał wizerunek Matki Boskiej i wiersz Wincentego Pola. Podczas bitwy pod Miechowem 17 lutego 1863 po postrzeleniu chorążego trzymany przez niego sztandar przejął i do końca potyczki ocalił Filip Kahane.

## Szlak bojowy
Pierwszy raz żuawi śmierci weszli do walki 17 lutego 1863 w bitwie pod Miechowem, w której, mimo utraty elementu zaskoczenia, Rochebrune poprowadził osobiście atak na bagnety na pozycje rosyjskie usadowione na miejscowym cmentarzu. Rozbitym i zszokowanym Rosjanom żuawi wyciągali karabiny z rąk. Jednak ponieśli ciężkie straty – ze 150 pozostało jedynie kilkunastu, w tym dowódca (polegli m.in. jego adiutanci: Jan Serafin Tomkowicz i Emanuel hr. Moszyński oraz szeregowiec – Horoch), lecz rozeszła się sława oddziału. Rochebrune następnie odtworzył formację, nazwaną Pułkiem Żuawów Śmierci, z ochotników w Krakowie (nie osiągnęła ona rozmiaru pułku).
Według części biografów, Rochebrune uczestniczył w bitwie pod Małogoszczem, lecz brak relacji o udziale formacji żuawów w tej bitwie. W tym okresie oddział osiągnął siłę batalionu liczącego 400 ludzi w dwóch kompaniach, dowodzonych przez Grzymałę (być może Tytus O'Byrn) i hr. Wojciecha Komorowskiego. Żuawi walczyli następnie 17 marca 1863 pod Chrobrzem, gdzie będąc w straży tylnej oddziałów polskich, odparli atak rosyjskich dragonów. W bitwie tej oddziałom polskim udało się wycofać, zadając poważne straty nieprzyjacielowi. Następnego dnia 18 marca oddział wziął udział w bitwie pod Grochowiskami, stanowiąc jądro oporu polskich sił, okrążonych i broniących się w lesie. Bitwa zakończyła się odparciem Rosjan, którzy ponieśli duże straty.
Po następującym później wyjeździe Rochebrune’a do Francji, nastąpił koniec oddziału. Dowodzony przez krótki okres przez Grzymałę, oddział pod koniec marca 1863 przekroczył granicę austriacką. Dwudziestu jeden ostatnich walczących w powstaniu żuawów poniosło śmierć w bitwie pod Krzykawką 5 maja 1863.

## Żuawi w sztuce

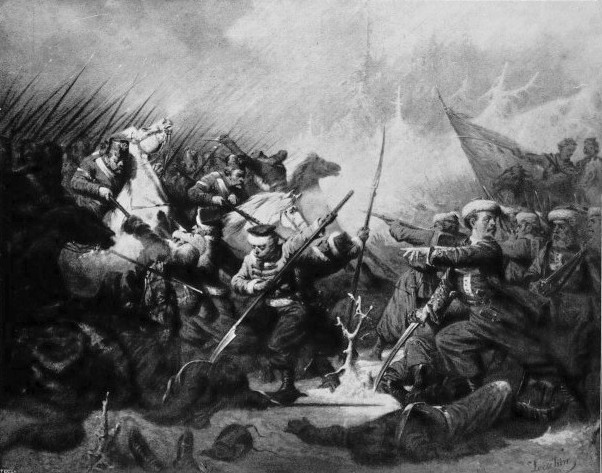
Potyczka żuawów śmierci w czasie powstania styczniowego

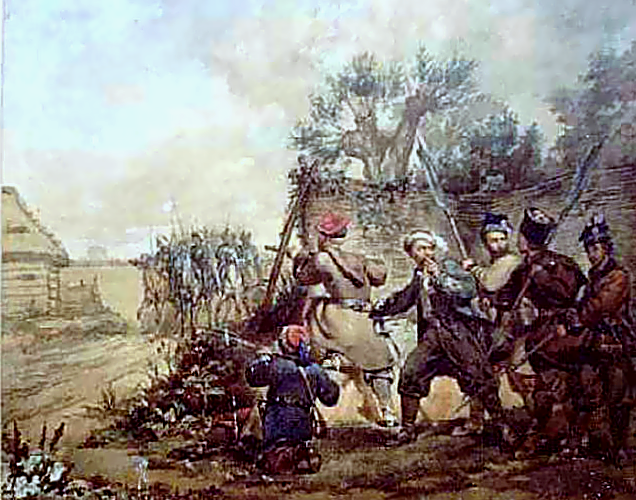
Żuawi śmierci w bitwie pod Miechowem, obraz Walery Eljasz-Radzikowski

Polski malarz batalista Walery Eljasz-Radzikowski umieścił żuawów śmierci na swoim obrazie Bitwa pod Miechowem. Pieśń o tej formacji pt. Marsz żuawów napisał Włodzimierz Wolski. Do mniej znanych należą te poniżej:
Żuaw śmierci już się zbliża

Za Polskę chce walczyć

Już nam Moskal nie ubliża

Francuz go przestraszył

Bo na wzór wojsk Bonapartych

Żuaw z nami mierzy

Wśród tradycji nie zatartych

Na Polsce wolnej mu zależy…
Żuaw śmierci, białe krzyże na swej piersi nosi

On o naszą wolną Polskę Pana Boga prosi

Krew przelewa za to, aby Polska była wolna

To jest nasza ojców ziemia, dzięki nim będzie spokojna…
O żuawach pisał też jeden z nich, Władysław Tarnowski w pieśni:  Oda na cześć żuawów nieśmiertelnych na Wikiźródłach i w marszu:  Do Władysława Zwierkowskiego i Filipa Kahanego na Wikiżródłach sławiący dwóch żuawów, którzy straciwszy po ręce w bitwie pod Grochowiskami powrócili do oddziału i walki.

## Grupa Rekonstrukcji Historycznej

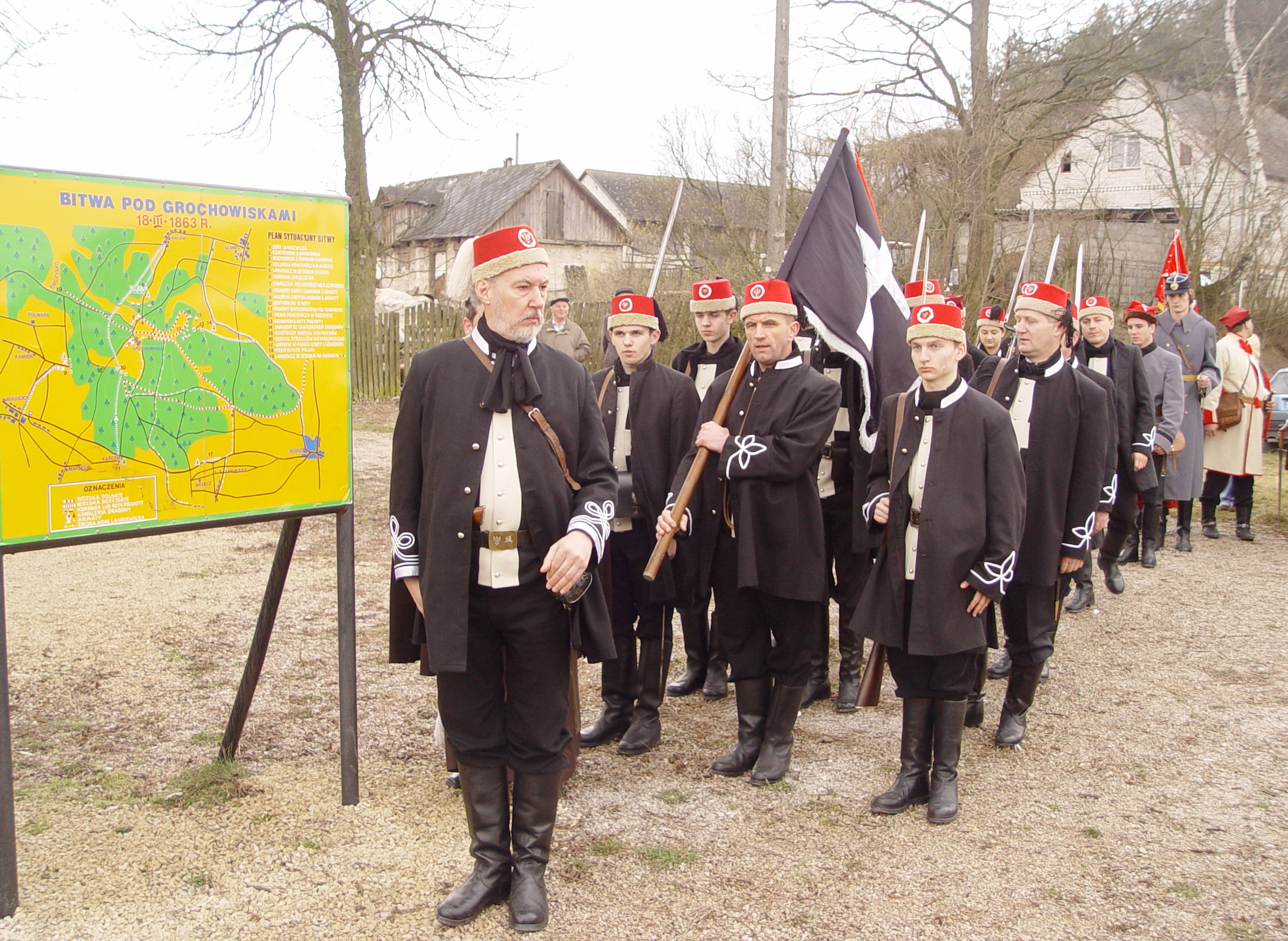
Grupa Rekonstrukcji Historycznej „Pułk Żuawów Śmierci” z Buska-Zdroju podczas uroczystości rocznicowych na Grochowiskach, 29 marca 2008 r.

W Busku-Zdroju działa Grupa Rekonstrukcji Historycznej „Pułk Żuawów Śmierci”. To jedyna w kraju formacja odtwarzająca tę powstańczą jednostkę. Umundurowanie i broń jest repliką oryginalnych wzorów.
Grupa uczestniczy w inscenizacjach historycznych i uroczystościach. Buscy żuawi są w gronie głównych postaci rekonstrukcji bitwy pod Grochowiskami, odbywającej się co roku w marcu na polach wsi Grochowiska, na pamiątkę jednej z najkrwawszych powstańczych bitew 1863 roku.
15 sierpnia 2008 szesnastoosobowy oddział buskich żuawów śmierci uczestniczył w paradzie w Warszawie, z okazji Święta Wojska Polskiego i 88. rocznicy zwycięskiej Bitwy Warszawskiej.